# Nitroplus Blasterz: Heroines Infinite Duel
Nitroplus Blasterz: Heroines Infinite Duel, (Nitoropurasu Burasutāzu: Heroinzu Infinitto Dueru) es un juego de lucha desarrollado por el Team Arcana de Examu y publicado por Nitroplus. El juego mezcla las heroínas de varias novelas visuales y juegos publicados por Nitroplus, así como las de series de manga y anime en las que han participado los guionistas de Nitroplus. El juego se lanzó en los salones recreativos el 30 de abril de 2015 y salió en PlayStation 3 y PlayStation 4 en colaboración con Marvelous Inc. de Marvelous Entertainment el 10 de diciembre de 2015. Marvelous USA publicó el juego en Norteamérica el 2 de febrero de 2016. Más tarde fue lanzado en Windows el 8 de diciembre de 2016. El juego tiene su origen en el juego doujin Nitro+ Royale: Heroines Duel, del que se dice que es su predecesor.

## Sinopsis
Te despiertas. Este lugar que te rodea te resulta familiar, en algunas partes, pero otras parecen cosidas de tiempos y lugares extraños. Este es el Mundo Mosaico. Te adentras en este mundo, confundido. Muchos asaltantes se interponen en tu camino. Algunos de ellos están impulsados por la codicia o el arrepentimiento, otros por la venganza.
Un sinfín de batallas se ciernen sobre el horizonte. ¿Qué destino te espera? ¿La destrucción? ¿O una nueva vida?
Ahora, ¡comienzan las batallas entre Infinite Blasterz!

## Gameplay
El juego utiliza cinco botones: ataque ligero, ataque medio, ataque pesado, acción de escape y acción pesada. El botón de acción de escape se puede utilizar para realizar maniobras evasivas y defensivas, mientras que las acciones pesadas se pueden utilizar para hacer retroceder a un oponente. Los jugadores pueden realizar Ráfagas Infinitas (Infinite Blasts), que pueden interrumpir el ataque de un oponente; Ráfagas Variables (Variable Rushes), que permiten realizar combos por sorpresa; y Llamaradas Letales (Lethal Blazes), que sirven como súper ataques de combo del juego. Los jugadores también pueden elegir dos personajes de apoyo que pueden invocar para que les ayuden.

## Personajes
Hay 32 personajes que se dividen en personajes jugables y personajes de apoyo. Super Sonico era inicialmente un personaje de apoyo, pero más tarde también se hizo jugable, a partir del lanzamiento en consola. Un personaje original, que es un cambio de paleta oscura y la versión del jefe final de Al Azif. Al Azif Ex Mortis es el jefe final no jugable del juego, creado por Mugen Yoguruma, actúa como una copia del Necronomicon, elaborado a partir de los fragmentos de los Al Azif de los universos infinitos en los que Demonbane (enlace roto disponible en Internet Archive; véase el historial, la primera versión y la última). fracasó. Al final del modo historia, Ex Mortis es derrotada y absorbida por Al Azif, que obtiene todos los recuerdos de Ex Mortis, así como la finalización de su alma.

##### Personajes jugables[4]
|    | Personaje         | Procedencia                 |
| -- | ----------------- | --------------------------- |
| 1  | Ein               | Phantom of Inferno          |
| 2  | Al Afiz           | Demonbane series            |
| 3  | Mora              | Vampirdzhija Vjedogonia     |
| 4  | Ruili             | Kikokugai: The Cyber Slayer |
| 5  | Anna              | Gekko no Carnevale          |
| 6  | Saya              | Saya no Uta                 |
| 7  | Ignis             | Saya no Uta                 |
| 8  | Muramasa Sansei   | Full Metal Daemon: Muramasa |
| 9  | Kibanohara Ethica | Tokyo Necro                 |
| 10 | Saber             | Fate y Fate/Zero            |
| 11 | Satsurikuin Ouka  | OKStyle mascot              |
| 12 | Super Sonico      | Super Sonico                |
| 13 | Heart Aino        | Arcana Heart                |
| 14 | Homura            | Senran Kagura               |

Los dos últimos personajes de la tabla (Heart Aino y Homura) solo serían jugables con el DLC.

##### Personajes de apoyo
|    | Personaje                     | Procedencia                                     |
| -- | ----------------------------- | ----------------------------------------------- |
| 1  | Natsumi Aibara                | Hello, world.                                   |
| 2  | Henri                         | Tenshi no Nichou Kenjuu -Angelos Armas-         |
| 3  | Dragon                        | Dra KoI                                         |
| 4  | Kaigen Ishima                 | Hanachirasu                                     |
| 5  | Another Blood                 | Kishin Hisho Demonbane                          |
| 6  | Miyuki Sone                   | Kimi to Kanojo to Kanojo no Koi                 |
| 7  | Mukou Aoi                     | Kimi to Kanojo to Kanojo no Koi                 |
| 8  | Mitsurugi Yoishi              | Phenomeno                                       |
| 9  | Yoguruma Mugen                | D.Y.N. Freaks                                   |
| 10 | Amy                           | Gargantia on the Verdurous Planet               |
| 11 | Angela Balzac                 | Expelled from Paradise                          |
| 12 | Takeya Yuki                   | School-Live!                                    |
| 13 | Tsunemori Akane               | Psycho-Pass                                     |
| 14 | Kuro no Franco/Franco il Nero | Zoku Satsuriku no Jango -Jikogu no Shōkin Kubi- |
| 15 | Sakura                        | Axanael                                         |
| 16 | Althea                        | Hakubo no Dendoshi                              |
| 17 | Spica                         | Sumaga                                          |
| 18 | Carol                         | Guilty Crown: Lost Christmas                    |
| 19 | Super Sonico                  | Super Sonico                                    |
| 20 | Iria Kogyo                    | Tokyo Necro                                     |

## Opinión de la crítica
Nitroplus Blasterz: Heroines Infinite Duel ha recibido críticas mixtas, con una puntuación de 70/100 en Metacritic, 69,53% en GameRankings y 7/10 en Vandal.
Kyle LeClair, de Hardcore Gamer, ha dado al juego un 4 sobre 5 y ha dicho: "Al final, los que estén más familiarizados con las obras de Nitroplus sacarán el máximo partido a Nitroplus Blasterz (sorprendentemente), pero incluso los que no tengan conocimientos previos de las franquicias incluidas deberían poder disfrutarlo fácilmente." Kyle MacGregor de Destructoid calificó el juego con un 8/10 diciendo: "Nitroplus Blasterz es un juego de lucha rápido, fluido, estratégico y, en general, entretenido, que ha encontrado un término medio entre accesibilidad y profundidad." Por el contrario, TJ Marinelli de Crash Landed alabó la mecánica de lucha del juego, pero se mostró decepcionado por la escasa historia y la falta de animación en cada uno de los escenarios de fondo.